# Tupolev Tu-130

Tu-130

Tu-130 là một cấu hình tên lửa liên lục địa ba tầng quỹ đạo bay dạng tàu lượn được thiết kế bởi phòng thiết kế Tupolev.

## Lịch sử
Từ năm 1957, công việc nghiên cứu đã được bắt đầu với việc tạo ra một khí cụ bay không người lái "DP" (Dal'niy Planer - tàu lượn tầm xa hay Dal'niy Passazheerskiy – máy bay chở khách tầm xa) tại viện thiết kế Tupolev. Khí cụ bay này được đặt trên tầng cuối cùng của tên lửa chiến thuật, dự kiến tên lửa mang sẽ là tên lửa đạn đạo tầm trung (R-5, R-12). Ngoài ra, các nhà thiết kế cũng cân nhắc giải pháp sử dụng tầng đẩy phụ.
Phương tiện phóng sẽ đưa DP lên độ cao 80–100 km, sau đó DP sẽ được tách ra khỏi tên lửa đẩy và bắt đầu tự bay theo đường bay dự kiến. Sau đó, quỹ đạo bay sẽ được điều chỉnh. Mục tiêu thiết kế là DP có thể đạt tầm bay 4000 km và tốc độ bay đạt tới Mach 10. Quỹ đạo bay sẽ được điều chỉnh nhờ các bề mặt điều khiển khí động. DP không có nguồn năng lượng điện riêng. Năng lượng phản ứng hóa học và máy nén khí ly tâm được sử dụng để tạo ra năng lượng điện cho các thiết bị của tên lửa. Ở giai đoạn cuối của chuyến bay, phương tiện bay chuyển sang lao xuống mục tiêu, theo tín hiệu từ máy đo cao, đầu đạn khoan sâu xuống mục tiêu rồi phát nổ.
Thiết kế này ưu việt ở chỗ nó là phương tiện bay thế hệ đầu tiên của các tên lửa đạn đạo tầm trung có độ chính xác cao hơn với hệ thống ngắm bắn mục tiêu đơn giản hơn và có quỹ đạo đường bay phức tạp, khiến cho nó khó bị đánh chặn.
Để thực hiện dự án, hai năm làm việc khẩn trương đã được thực hiện, nhiều loại vật liệu và công nghệ mới đã được phát triển, các vấn đề về khí động học đã được nghiên cứu, chế tạo mô hình thử nghiệm. Một số tên lửa thử nghiệm đã được chế tạo để kiểm tra các ý tưởng thiết kế. Dự án được đặt tên là Tu-130.
Nhiều cấu hình khí động học đã được khảo sát: đối xức, bất đối xứng, không đuôi, cánh vịt và nhiều loại khác. Các mô hình được chế tạo để thử nghiệm trong đường hầm gió của TsAGI, bao gồm cả ở tốc độ siêu âm. Tại viện nghiên cứu bay M. Gromov, các buổi thử nghiệm đã được diễn ra đối với mẫu DP có trang bị động cơ nhiên liệu rắn thả từ máy bay Tu-16 LL. Trong buổi thử nghiệm, DP đã đạt tới tốc độ Mach 6.
Năm 1959, phiên bản cấu hình DP không đuôi đã được lựa chọn để chế tạo. Thân máy bay hình nêm có tiết diện nửa hình elip với cánh cung cùn. Cánh hình tam giác nằm ở vị trí thấp có diện tích nhỏ với góc quét dọc theo mép cánh phía trước là 75 ° và có cánh tà chạy dọc suốt sải cánh. Phía sau thân máy bay có cặp phanh khí động. Cánh và các bề mặt điều khiển đều có biên dạng hình nêm. Do sự gia tăng nhiệt khí động học, đầu mũi của máy bay và các cạnh trước cánh được bọc bằng than chì. Tên lửa-Tàu lượn được chế tạo bằng thép không gỉ.
Năm mẫu tên lửa-tàu lượn thử nghiệm đã được hoàn thành. Năm 1960, chiếc Tu-130 đầu tiên đã được chế tạo. Tuy nhiên, cùng với các thành công của viện thiết kế, công việc nghiên cứu chế tạo đã bị hủy bỏ bởi một Nghị quyết của Hội đồng Bộ trưởng Liên Xô. Mẫu máy bay đã được chế tạo đã bị tái chế một phần, phần còn lại được chuyển đến viện thiết kế của Vladimir Chelomey. Kết quả nghiên cứu và phát triển về công nghệ vật liệu khi phát triển Tu-130 được sử dụng cho thiết kế tên lửa-máy bay Zvezda có người lái phát triển ngay sau đó của viện Tupolev.
Những công tác nghiên cứu của dự án tiếp tục tiếp diễn trong vòng một năm trước khi nó bị hủy bỏ để tập trung cho phát triển tên lửa hành trình siêu âm Tu-123.